# Tomáš Valášek
Tomáš Valášek (* 21. června 1972 Trnava) je slovenský diplomat a politik, od března 2020 poslanec Národní rady SR, v letech 2020 až 2021 za stranu Za ľudí, od roku 2021 za Progresívne Slovensko.

## Život
Studoval žurnalistiku na Univerzitě Komenského v Bratislavě, jejíž studium ale nedokončil. Jeden semestr nicméně strávil v Antverpách. Poté odcestoval do USA, kde studoval na University of Georgia, kde žurnalistiku tentokrát úspěšně vystudoval. Poté studoval mezinárodní studia na Univerzitě George Washingtona ve Washingtonu D.C. Následně pracoval v několika různých think tancích.

### Politické působení
V letech 2013 až 2017 působil jako velvyslanec při stálé delegaci Slovenska NATO v Bruselu. V roce 2019 se stal členem strany Za ľudí. V parlamentních volbách na Slovensku v roce 2020 úspěšně kandidoval na kandidátní listině strany na funkci člena Národní rady SR. Stal se předsedou Výboru NR SR pro evropské záležitosti. V březnu 2021 oznámil, že na funkci předsedy výboru rezignuje v souvislosti s krokem vlády Igora Matoviče, která se rozhodla nakoupit ruskou vakcínu proti covidu-19 Sputnik V. Poté oznámil, že ukončil své členství ve straně Za ľudí, protože odmítla vládu opustit.

#### Progresivní Slovensko
V dubnu 2021 se stal členem hnutí Progresívne Slovensko, které tak v letech 2021 až 2023 v Národní radě fakticky reprezentoval jako jediný poslanec NR SR, který zároveň byl členem tohoto hnutí. V průběhu svého působení v Národní radě poté předložil několik různých liberálních zákonů (např. na dekriminalizaci marihuany nebo vznik institutu registrovaného partnerství), které byly posléze Národní radou zamítnuty. V květnu 2022 byl zvolen místopředsedou Progresivního Slovenska. V parlamentních volbách v roce 2023 byl opět zvolen poslancem NR SR a stal se předsedou Osobitného kontrolného výboru na kontrolu činnosti Vojenského zpravodajství a místopředsedou Zahraničního výboru NR SR.